# Fortsetzungsklausel
Eine Fortsetzungsklausel ist eine Bestimmung im Gesellschaftsvertrag einer Personengesellschaft, die in bestimmten gesellschafterbezogenen Konstellationen, die nach dem Gesetz die Auflösung der Gesellschaft zur Folge haben, das Ausscheiden des betroffenen Gesellschafters aus der Gesellschaft anordnet, die von den verbleibenden Gesellschaftern fortgesetzt wird.
Mit Einführung des Gesetzes zur Modernisierung des Personengesellschaftsrechts zum 1. Januar 2024 wurden viele Gründe des Erlöschens einer Gesellschaft bürgerlichen Rechts abgeschafft. Deshalb hat die Fortsetzungsklausel ihre Notwendigkeit verloren.
Eine Gesellschaft bürgerlichen Rechts (GbR) konnte u. a. durch die Kündigung der Gesellschaft durch einen Gesellschafter (§§ 723 a.F., 724 a.F. BGB) oder durch den Pfändungsgläubiger eines Gesellschafters (§ 725 Abs. 1 a.F. BGB), den Tod eines Gesellschafters (§ 727 BGB) und die Eröffnung des Insolvenzverfahrens über das Vermögen eines Gesellschafters (§ 728 Abs. 2 a.F. BGB) aufgelöst werden, wodurch die Abwicklung der Gesellschaft im Wege der Liquidation eingeleitet wurde. Die Fortsetzungsklausel modifiziert diese Rechtsfolge dahingehend, dass der betroffene Gesellschafter, mit dem die Gesellschaft in den vorgenannten Konstellationen nicht weiter betrieben werden kann, aus der Gesellschaft ausscheidet, die von den verbleibenden Gesellschaftern fortgesetzt wird. Die weiteren Rechtsfolgen ergeben sich aus den §§ 738 bis 740 a.F. BGB; insoweit ist insbesondere der dem ausscheidenden Gesellschafter (im Fall des todesfallbedingten Ausscheidens dessen Erben) zustehende Abfindungsanspruch aus § 738 Abs. 1 Satz 2 a.F. BGB zu nennen, durch den der ausscheidende Gesellschafter (bzw. dessen Erben) so gestellt werden soll, wie er im gesetzlich vorgesehenen Fall der Auflösung der Gesellschaft stünde. Schuldner dieses Anspruchs ist die Gesellschaft; die verbleibenden Gesellschafter haften für diesen ausnahmsweise persönlich, obwohl die Gesellschaftsverbindlichkeit aus dem Gesellschaftsverhältnis resultiert.
In einer offenen Handelsgesellschaft (OHG) oder einer Kommanditgesellschaft (KG) scheidet ein (persönlich haftenden) Gesellschafter mit seinem Tod aus (§ 131 III Nr. 1, § 161 Abs. 2 HGB). Sein Gesellschaftsanteil wächst den anderen Gesellschaftern (§ 105 Abs. 3 HGB i. V. m.  § 738 Abs. 1 Satz 1 BGB) zu, eine Auflösung der Gesellschaft erfolgt nicht. Eine Fortsetzungsklausel ist bei diesen Gesellschaftsformen daher nicht notwendig. Die Regelungen der Gesellschaft bürgerlichen Rechts wurden zum 1. Januar 2024 dahingehend an die der OHG angeglichen.

## Eintrittsklausel
Eine sogenannte Eintrittsklausel gewährt dem Erben des Gesellschafters hingegen das Recht, in die Gesellschaft einzutreten. Die Eintrittsklausel stellt einen echten Vertrag zugunsten Dritter dar, bei dem der ausscheidende Gesellschafter Versprechensempfänger und die Mitgesellschafter die Versprechenden sind. Die im Gesellschaftsvertrag benannte Person wird nicht mit dem Todesfall Gesellschafter, sondern hat lediglich einen schuldrechtlichen Anspruch gegen die übrigen Gesellschafter auf Aufnahme in die Gesellschaft. Solange sich die eintrittsberechtigte Person nicht entscheidet, Gesellschafter zu werden, können die Erben Abfindungsansprüche gemäß § 738 BGB geltend machen, wenn solche Ansprüche nicht im Gesellschaftsvertrag ausgeschlossen wurden. Sie würden damit zum einen Kapital aus der Gesellschaft abfließen lassen und zum anderen der eintrittsberechtigenden Person ihren den Kapitalwert des ihr versprochenen Gesellschaftsanteils nehmen. In den Gesellschaftsvertrag aufgenommen wird in der Praxis deshalb häufig eine „Treuhand-Lösung“, wonach die Mitgesellschafter den Gesellschaftsanteil des verstorbenen Gesellschafters solange treuhänderisch verwalten, bis sich die eintrittsberechtigte Person entschieden hat.
Von einer qualifizierte Eintrittsklausel wird gesprochen, wenn die individuelle Person des Eintretenden im Gesellschaftsvertrag genannt ist. Diese muss nicht notwendigerweise Erbe des verstorbenen Gesellschafters sein.

## Nachfolgeklausel
Eine Nachfolgeklausel stellt den Gesellschaftsanteil vererblich, sodass im Falle des Todes des Gesellschafters der Erbe im Wege der Universalsukzession in die Gesellschafterstellung nachfolgt. Unterschieden wird zwischen der einfachen und der qualifizierten Nachfolgeklausel.

### Einfache Nachfolgeklausel
Die einfache Nachfolgeklausel bestimmt, dass im Falle des Todes eines Gesellschafters die Gesellschaft mit dessen Erben fortgesetzt werden soll. Der Erbe eines Gesellschafters kann nach § 139 Abs. 1 Satz 1 HGB verlangen, dass ihm die Stellung eines Kommanditisten eingeräumt wird. Wird der Antrag des Erben durch die übrigen Gesellschafter angenommen, wird die Gesellschaft zur KG. Lehnen die Gesellschafter die Umwandlung der Gesellschaft in eine KG ab, erwirbt der Erbe einen Kündigungsanspruch (§ 139 Abs. 2 HGB) und bei Ausübung der Kündigung einen Abfindungsanspruch nach § 105 Abs. 3 HGB i. V. m. § 738 Abs. 1 BGB.
Sind mehrere Personen Erben, so erben diese dem Grundsatz des § 2032 BGB nach als Erbengemeinschaft. Als Gesamthandsgemeinschaft kann eine Erbengemeinschaft jedoch nicht an einer werbenden Personengesellschaft beteiligt sein, weshalb des Prinzip des § 2032 BGB durchbrochen wird. Es erfolgt eine Sondererbfolge bei der jeder Erbe Gesellschafter wird und über seinen Gesellschaftsanteil allein verfügen kann.

### Qualifizierte Nachfolgeklausel
Eine qualifizierte Nachfolgeklausel macht die Nachfolge in den Gesellschaftsanteile von Eigenschaften oder der Identität des Erben abhängig, etwa der Abstammung oder eines beruflichen Abschlusses. Die nicht-qualifizierten Miterben haben beim Tod des Gesellschafters dann einen Ausgleichsanspruch gegen den qualifizierten Erben geben. Dies kann durch eine Teilungsanordnung nach § 2048 BGB oder ein Vorausvermächtnis nach § 2150 BGB im Testament des Gesellschafters verhindert werden. Scheitert die qualifizierte Nachfolgeklausel, weil die durch sie bestimmte Person nicht Erbe wird, kann diese
gegebenenfalls im Wege der Umdeutung nach § 140 BGB in eine qualifizierte Eintrittsklausel zugunsten der benannten Person ausgelegt werden.